# Japonsko na Letních olympijských hrách 2000
Japonsko se účastnilo Letní olympiády 2000. Zastupovalo ho 266 sportovců (156 mužů a 110 žen) ve 28 sportech.

## Medailisté
| Medaile | Jméno | Sport                   | Soutěž                                |
| ------- | --- | ----------------------- | ------------------------------------- |
| Zlato   | Naoko Takahašiová | Atletika                | Ženy maraton                          |
| Zlato   | Tadahiro Nomura | Judo                    | Muži do 60 kg                         |
| Zlato   | Makoto Takimoto | Judo                    | Muži do 81 kg                         |
| Zlato   | Kósei Inoue | Judo                    | Muži do 100 kg                        |
| Zlato   | Rjóko Taniová | Judo                    | Ženy do 48 kg                         |
| Stříbro | Šin’iči Šinohara | Judo                    | Muži nad 100 kg                       |
| Stříbro | Noriko Narazakiová | Judo                    | Ženy do 52 kg                         |
| Stříbro | Reika Ucugiová Miho Jamadaová Noriko Jamadžiová Haruka Saitóová Džuri Takajamaová Hiroko Tamotová Mariko Masubučiová Naomi Macumotová Emi Naitóová Kazue Itóová Jošimi Kobajašiová Šiori Kosekiová Misako Andóová Jumiko Fudžiiová Taeko Išikawaová | Softball                | Turnaj žen                            |
| Stříbro | Mai Nakamuraová | Plavání                 | Ženy 100 m znak                       |
| Stříbro | Jasuko Tadžimaová | Plavání                 | Ženy 400 m polohový závod             |
| Stříbro | Mija Tačibanová Miho Takedová | Synchronizované plavání | Ženy dvojice                          |
| Stříbro | Džuri Tacumiová Jóko Jonedaová Júko Jonedaová Rei Džinbová Ajano Egamiová Raika Fudžiiová Mija Tačibanaová Jóko Isodaová Miho Takedaová | Synchronizované plavání | Družstvo žen                          |
| Stříbro | Kacuhiko Nagata | Zápas                   | muži, řecko-římský do 69 kg           |
| Bronz   | Kie Kusakabeová | Judo                    | Ženy do 57 kg                         |
| Bronz   | Majumi Jamašitaová | Judo                    | Ženy nad 78 kg                        |
| Bronz   | Miki Nakaová | Plavání                 | Ženy 200 m znak                       |
| Bronz   | Džunko Ónišiová Masami Tanakaová Sumika Minamotová Mai Nakamuraová | Plavání                 | Ženy štafeta 4 × 100 m polohový závod |
| Bronz   | Joriko Okamotová | Taekwondo               | Ženy do 67 kg                         |